# 幻星神
幻星神（幻星神ジャスティライザー），是於2004年10月2日至2005年9月24日播出，由東寶製作，東京電視台放映特攝系列電視影集，共51話。繼《超星神》後的《超星神系列》第二作。

## 概要
450年前，企圖稱霸宇宙的哈迪斯大帝戰敗而被幻神星人娜倫用史特拉石碑陣封印。 450年後的現代，為了復活哈迪斯，其手下佐拉博士派遣機動騎士與宇宙巨獸攻擊地球。幸運的是，在此同時，幻星神獸雷零守亦因此甦醒，而原來平凡的高中生伊達翔太、真田由加以及就讀京南大學的平賀真也，受到召喚化身成為幻星神戰士，負責保護地球這一神聖使命。
一場星際戰爭，讓人類文明在遙遠的星球上開花結果。
一個戰亂紛飛的年代，湧現出無數的英雄人物， 讓「勇氣」、「智慧」、「仁愛」三個力量拯救地球！
- 第1部（第1話 - 第16話）

以「復活哈迪斯大帝」為主軸的戰鬥篇章。
- 第2部（第17話 - 第33話）

以「對抗哈迪斯大帝」為主軸的戰鬥篇章。
- 第3部（第34話 - 第51話）

以「對抗魔神達魯卡」為主軸的戰鬥篇章。

## 人物

### 幻星神
| 演員     | 角色     | 代號     | 職業   | 力量 | 武器   | 必殺技             | 港配 | 台配   |
| 伊阪達也 | 伊達翔太 | 紅蓮星神 | 高中生 | 勇   | 紅蓮劍 | 超級烈焰；閃光火焰 |      | 李景唐 |

第一位男主角，使用幻星力量的第一位使用者，他是都立聖台高中二年級學生，性格開朗卻總是衝動魯莽，富有正義感，最擅長劍道，但是卻很少參加社團活動，自家經營電器行，在大街上卻看到巨大怪獸入侵以及一群黑衣戰士正在突襲街道，被捲入其中，在危急之際，天空上的那道紅色光芒突然降臨在他身上，接受娜倫的幻星力量，才變身成為紅蓮星神，展開一連串的戰鬥。
| 演員     | 角色     | 代號     | 職業   | 力量 | 武器                 | 必殺技               | 港配 | 台配   |
| 神崎詩織 | 真田由加 | 影麗星神 | 高中生 | 仁   | 影麗短刀；利爪攻擊臂 | 幻影死光；影麗旋風腿 |      | 李明幸 |

第一位女主角，使用幻星力量的第二位使用者，同樣也是都立聖台高中二年級學生，更是聖台高中的袋棍球社隊長，在怪獸襲擊事件中，她為了救人，突然被一道藍色的光芒降臨在她身上，她也莫名的得到娜倫的幻星力量，剛開始被莫名其妙的力量相中，並不接受這樣突如其來的使命，因為她只想當個普通的高中生，經不起這樣的衝擊，後來一群黑衣戰士以及外星怪人，襲擊了她與兩位要好的同學，也證實了影響現實生活，也看到翔太親自為了要那些邪惡的哈迪斯軍團親手守護地球而拼命苦戰，於是她就改變心意，接受娜倫的力量成為影麗星神。
| 演員     | 角色     | 代號     | 職業   | 力量 | 武器                   | 必殺技               | 港配 | 台配   |
| 井坂俊哉 | 平賀真也 | 剛徒星神 | 大學生 | 智   | 剛徒萬能槍；剛徒來福槍 | 霹靂雷電炮；突襲射擊 |      | 梁興昌 |

第二位男主角，使用幻星力量的第三位使用者，他是都立京南大學理工科的帥氣大學生，擅長機械工程的二年級高材生，他也在那次怪獸襲擊事件中，得到了娜倫的幻星力量，變身成為剛徒星神，他剛開始也跟翔太，由加一樣，不明白為何娜倫的力量會找上他，同時他也看到雷零守的現身，以及親眼看到翔太他們變身成為幻星神之後，引起他的興趣便好奇想要知道那些邪惡宇宙人的真正目的之前，就悄悄地協助他們，剛開始他數落翔太跟由加，要多用點頭腦，讓翔太相當不悅，差點毀了團隊默契，後來才慢慢改觀。
| 演員     | 角色     | 代號               | 外號               | 力量     | 武器   | 必殺技     | 港配 | 台配   |
| 波岡一喜 | 神野司郎 | 惡魔騎士（里格魯） | 幻神星傳說中的騎士 | 幻星之石 | 青龍劍 | 青龍光球斬 |      | 官志宏 |

一位劇情中段登場的神秘男子，初登場時作為巴卡斯將軍旗下殲滅指揮官之一・惡魔騎士，以間諜身份與翔太等人為敵，有時也會襲擊小澪，後來被發現他也有著隱藏的幻星之力。其實他的記憶全被哈迪斯大帝抹滅，其真實身份是娜倫的弟弟：幻星騎士・里格魯。自登場以來視擅長劍道的翔太為宿敵，經過數次交戰才敗給翔太，之後就跟翔太他們和解，亦開始並肩作戰來對抗魔神達魯卡。完結篇打倒黑暗魔神古洛卡尼、與翔太一行人彼此互相勉勵後，向眾人告別並駕駛龍斗回到幻神星去。
| 演員     | 角色   | 代號                       | 外號           | 力量     | 武器                                     | 必殺技     | 港配 | 台配   |
| 江口弘美 | 天堂澪 | 斯洛卡尼星神（由翔太變身） | 湛藍之星的勇者 | 正義水晶 | 正義神器（正義之矛；正義之劍；正義之槍） | 正義天雷火 |      | 陶敏嫻 |

她是星神島的神社少女，她之前也是百年前家族公主的後裔，控制著戰國時期隱藏娜倫的正義力量，並從她的祖先那裡繼承了正義水晶，她年幼時失去雙親，被託付給本宮家，由麗香代為照顧，在正義水晶附身在她體內時突然昏厥，並得知東京市郊發生巨大怪獸襲擊事件以及三位幻星神現身東京，於是她委託麗香開車前去支援他們，並告訴他們悠久的幻星傳說以及邪惡的哈迪斯軍團來襲，劇情中期以正義水晶的力量召喚出最強幻星神戰士：斯洛卡尼。

### 幻星神相關人物
- 伊達源太郎｜中村有志 飾／台：官志宏

翔太的爸爸，自家經營的電器行店長，他得知了翔太他們是幻星神之後並成為他們的情感支持者。擅長劍道。即使在最後一戰中，他也相信他們的勝利直到最後，並沒有在電子商店前移動。
- 本宮麗香｜小澤榮里 飾／台：李明幸

天堂澪的隨從，時常隨侍在側，被由加稱之為「毒舌派美女」。與神野有著微妙的感情，在與達魯卡的戰鬥中，神野也將幻神星的星戒交給她戴上。
- 松平健一｜正名僕蔵 飾／港：楊耀泰

伊達電器行員工。
好女色又神經大條的個性，和源店長的相處總能迸出許多笑料橋段。
對於幻星神的存在一概不知。41話時，里美真央作為女友登場。
- 市川徹｜內田明 飾

翔太的棒球社好友。
曾把和也託給翔太等人照顧。
- 星野和也｜片岡涼 飾

阿徹的外甥。
- 瀨川麻美&松原理緒｜久保麻衣子&鳥井綾乃 飾／台：李明幸&陶敏嫻

由加的好友，同時也是袋棍球社社員。
稱真也為「阿真王子」。完結篇知道由加是影麗星神。
- 九條公康｜冨田昌則 飾

國防部對異星人特殊作戰課司令官。
和白河雖為同梯，然因其個性較為散漫而遲遲無法順利升官。
聽信白河「幻星神等人為侵略者」的命令，欲將其一行人逮捕，並沒收變身器。
- 白河信介｜金安慶行 飾

國防部對異星人特殊作戰課特務局長。九條的上司。
曾被阿多洛斯附身而向軍隊下達攻擊幻星神的作戰指示。
後因感到愧疚，不顧九條勸阻，向翔太等人分派了隨身保鏢（笑）。

### 其他角色
- 娜倫｜ノルン ，川合千春 飾

本劇歷史人物，幻神星的偉大領袖，於450年前的戰鬥中，以史特拉石碑陣成功封印哈迪斯。
雖肉體已逝，不過由於她將自身記憶輸入到幽暗之星主電腦中，而能以另外一種形式從旁協力著幻星神們。
- 武田廣之｜武田広之，小谷嘉一 飾

由加在山裡尋找金屬板時，意外邂逅的男子。穿著流浪武士裝，負傷。
為世代守護史特拉金屬板一族的後代，具有能夠感受到人身上的「氣」及「意念」之特殊能力。
- 米拉｜ミラ ，中村智世 飾／台：陶敏嫻

於34、35話中登場，來自幻神星的反抗軍成員。
為了尋找傳說中的騎士而來到地球。一度遭到達魯卡帝國軍傳奇戰士追殺，所幸被翔太一行人及時解救，並告訴他們邪惡的達魯卡帝國來襲。雖然最後見到了傳說中的騎士，仍因遭到司令官阿多洛斯殺害而喪命。
- 瑪亞公主｜マイア姫，伊藤紅音 飾

神野在幻神星的初戀情人。在幻神星毀滅之際被德雷克利用短刀殺死。

### 超星神
- 傳通院洸｜伝通院洸，芹澤秀明 飾／台：梁興昌

30話客串登場。替因正義之力耗盡體力的澪做治療。
據悉，原腳本中魚住愛將以護士角色登場，後因檔期因素無法登場。
- 獅堂未加｜獅堂未加，清水明日香 飾／台：陶敏嫻

35話客串登場。因誤認翔太是惹哭由加的跟蹤狂而賞了他一記迴旋踢。
誤會解開後，向對於未來的戰鬥跟生活感到迷茫的由加，給出了「煩惱的時候更要往前邁進」的建言。
其架勢甚至被由加問起是否學過格鬥技，但遭到否認（超星神中有武術的設定）。
在言談中，無意透露了曾為「正義的化身」的過去。
- 松坂直人｜松坂直人，高原知秀 飾／台：梁興昌

42、43話客串登場。被身為忠實粉絲的翔太稱為「傳說的格鬥家」，亦赤手空拳幫助幻星神戰士對抗戰鬥士兵沙克。

## 敵人

### 哈迪斯軍團
由哈迪斯大帝所率領的軍團。
- 哈迪斯大帝｜カイザーハデス ，谷口節 聲

前期終極敵人，幻神星人民多年以來的大敵。
450年前被娜倫以史特拉石碑陣封印，由佐拉負責解除封印，結果因第八個金屬板被佐拉親自破壞使得封印被成功解除。
武器為大彎刀，能從手臂放出黑之波動。在巨大化時，左手盾牌部分可以發射光彈。
巴卡斯被擊敗後，親自出馬對付幻星神戰士。先是擄走小澪並將她囚禁於魔神像，讓斯洛卡尼無法現身，所幸小澪被真也成功救回。後來更以超時空振動器與磁力振動防護罩的連結式行星毀滅兵器毀滅地球，所幸斯洛卡尼及時阻止。其後將自身巨大化與幻星神戰士展開最後決戰，不料龍斗星神獸及「究極幻星神」幻星神大帝的現身使得戰局風雲變色，並最終被擊敗。
死後，另一邪惡大魔頭：其兄長達魯卡遂已悄然而至。
- 佐拉博士｜ドクター・ゾラ ，五十嵐麗 聲

哈迪斯的第一位幹部。以解除哈迪斯封印為目標的女科學家。
命令旗下的機動騎士及巨獸群和幻星神等人，展開一連串圍繞史特拉金屬板的戰鬥。
武器為長薙刀，具有強大的高速瞬間移動能力。能夠改造、強化機動騎士。
第5話中，一度為紅蓮星神的大招「超級烈焰」所打倒；然而，隨後便以第二型態（戰鬥型態）再度復活。
第16話，成功破壞哈迪斯封印遺跡上的第八張史特拉金屬板，讓哈迪斯得以順利復活，之後為了掩護哈迪斯逃離，遂將自身巨大化（巨獸化）和幻劍、幻槍星神大戰，最後不敵幻影星神凌厲的攻勢而被擊敗。
第43話，阿多洛斯將其和巴卡斯復活。復活後仍保存著對於由加的執念，一心想對她報仇並搶奪正義水晶，無奈最後仍敗於翔太和由加的聯袂攻擊。
機動騎士｜サイバーナイト
由佐拉博士率領。編入地球生物遺傳因子所組成的宇宙生命體。
| 機動騎士．巨獸一覽 |
| - 機動騎士・薩拉斯 初次登場於地球的機動騎士。 以劍為主要攻擊手段，能發射破壞光彈。 - 機動騎士・摩爾吉斯 第2號機動騎士。擅長瞬間移動，手腕可以射出帶有電流的鋼絲，嘴巴可以發射光線攻擊。 在第4話中由佐拉進行強化後，雙手除了皆可發射鋼絲外，還能射出電網。 - 機動騎士・基爾多洛斯 第3號機動騎士。武器為一把大錘子。面部可發射光線攻擊。 機動巨獸・基爾多洛斯 基爾多洛斯巨獸化的型態。具有分身能力，擅長瞬間移動。 武器為錘子和鼻尖射出的光線，雙肩上的發光體一旦遭到攻擊則可再更巨大化。最後遭到幻劍星神擊敗。 - 機動騎士・盔甲槍砲手 第4號機動騎士。槍戰類型。 武器為光線槍。左腕能夠發射能量彈，可發動念動力。 機動巨獸・盔甲槍砲手 盔甲槍砲手巨獸化的型態。外型變化為機械人，右肩上追加了一管加農砲。 一度以右手的光束及加農砲打倒幻劍星神。最終不敵幻槍星神強大火力而遭到擊敗。 - 機動騎士・犀牛奴隸 第5號機動騎士。全身包覆堅硬的鎧甲，足以抵擋任何攻擊。 可將自身高熱化，燃燒對手。犀牛角可發射熱射線。 - 機動騎士・積卡多 第6號機動騎士。高速戰類型。 能夠釋放壓縮的空氣彈，以及強而有力的拳擊。 - 機動騎士・加迪阿斯 第7號機動騎士。超能力類型。 可使用念力分割自己的身體以閃避敵人攻擊。本體為宇宙巨獸德多拉。 - 機動騎士・拉基美奧斯 第8號機動騎士。機動性極高。 能夠操縱水能量，以手裡劍和光線為武器。可藉由水窪移動及製造多重分身。 - 機動騎士・根特龍 第9號機動騎士。全身包覆鎧甲的重裝類型。武器可單發及連射的光束槍。具有透視能力，其傳感器能偵測位於遮蔽處的對手。 |
- 巴卡斯將軍｜ゼネラル・バッカス ，斧篤志 聲

第17話登場，哈迪斯的第二位幹部，受哈迪斯徵召前來接替佐拉的大將軍，實力亦在佐拉之上。旗下率領七位殲滅指揮官，神野即是其中之一，但卻跟他合不來。
武器為一把大劍，除了一般的揮舞攻擊外，也曾以迴力鏢式投擲為攻擊手段。必殺技為以大劍放射出無數光箭的縱向爆裂光束。
殲滅指揮官全軍覆沒後，親自出馬對付幻星神戰士，最後被斯洛卡尼星神擊敗。
第43話，阿多洛斯將其和佐拉復活。復活後仍保存著對於神野的執念，一心想對他報仇並搶奪幻星之石，無奈最後仍敗於真也和神野的聯袂攻擊。
殲滅指揮官｜デストコマンド
由巴卡斯將軍率領，來自各兵團、領域之精銳所組成的特種戰鬥部隊。
| 殲滅指揮官一覽 |
| - 殲滅指揮官・基魯蒙多 首位出戰的指揮官。二刀流劍士，職業暗殺軍團中的佼佼者。 武器為雙刀「毀滅雙刀流」，攻擊招式為「十字閃電」，必殺技為「毀滅十字斬」。 額頭水晶「分析之眼」具有解析敵人的能力，更是藉此破解了紅蓮必殺技「超級烈焰」。 在這之後，部分鎧甲進行了強化。最終敗給練就新必殺技的紅蓮。 - 殲滅指揮官・迪斯他藍 第2位出戰的指揮官。職業暗殺軍團首屈一指的狙擊手，也曾負責暗殺任務。 右腕可發射毒針「死亡魔針」，眼部可釋放硬化對手的特殊黏液。 必殺技為萬針齊發的「魔針風暴」。 - 殲滅指揮官・惡魔騎士 殲滅指揮官中最強的戰士。 即神野司郎，也是殲滅指揮官中唯一人類。 - 殲滅指揮官・巴斯基 第4位出戰的指揮官。女忍者。武器為鬥拐。 無情的女戰士，對巴卡斯將軍命令相當忠誠。善於隱藏自己的行蹤，進行暗殺任務。 秘密間諜，從事針對敵方的情報活動，以及調查和消滅軍團中的叛徒。 擁有軍團內無人能及的速度，曾讓影麗陷入苦戰。最終因任務失利，遭哈迪斯行刑式處死。 - 殲滅指揮官・雙子騎士 第5位出戰的指揮官。各自本名不明。 擅長破壞活動。有變身能力，曾變為回收桶。 兄弟間的團隊默契使得作戰無往不利，必殺技為高速迴轉的突擊招式「雙重迴旋攻擊」。 哥哥為金鎧甲，沉著冷靜，具出色的分析能力。武器為右臂的巨斧「憤怒之斧」； 弟弟為銀鎧甲，果斷、反應神經出眾，武器為左臂上的錘球「憤怒之錘」。 合體後威力更為強大，最終不敵斯洛卡尼星神。 - 殲滅指揮官・丹豪沙 第6位出戰的指揮官。 曾為巴卡斯將軍兵團中，縱橫沙場、出生入死的老將，亦是巴卡斯的老戰友。 戰鬥能力出眾，在兵團裡也被視為傳奇般的存在。對兵團中的成員更是瞭若指掌。 武器為三叉戟。曾教導惡魔騎士劍法。 從斯洛卡尼星神手中拯救了惡魔騎士，卻也因此身負重傷，未能完整向惡魔騎士道出其真實身分時即刻逝去。 |

### 達魯卡帝國
由魔神達魯卡率領的強大邪惡國家，企圖支配整個宇宙。
- 魔神達魯卡｜魔神ダルガ ，松本大／台：官志宏 聲

後期終極敵人，哈迪斯胞兄。宇宙有多數星球全被他毀滅。在得知哈迪斯死去的那一刻，當下稱呼他是個「不成材的蠢弟弟」。實力遠在哈迪斯之上，對幻星神戰士而言是更加難纏的敵人，神野也表示他可沒哈迪斯那麼好對付。武器也是大彎刀。
阿多洛斯被擊敗後，親自出馬對付幻星神戰士，其強大實力令幻星神戰士一籌莫展並陷入苦戰，第47話由於天堂澪的隨從：宮本麗香的祈禱，使得神野被封印的幻星之力釋放出來，他就在釋放之際奪走了幻星之力，變成了黑暗魔神古洛卡尼｜黒暗魔神クロガネ ，其力量還足以能破壞雷零守跟星神獸。之後其怪獸軍團正式侵略地球，然而在翔太及神野的努力下怪獸跟戰艦全軍覆沒。最後將自身巨大化，親自在地球大肆破壞，被三名幻星神戰士化身而成的巨大斯洛卡尼星神擊敗。
- 阿多洛斯司令官｜コマンダー・アドロクス ，遠近孝一 聲

達魯卡帝國軍的司令官，也是達魯卡侵略地球的前線幹部。
專門派遣傳奇戰士向幻神星的餘黨展開追殺，傳奇戰士全數被擊敗後，親自策畫計謀對付幻星神戰士。
擁有讓死者復活的能力，只要有一個細胞就可以辦到，第一步計畫正是以此能力讓佐拉與巴卡斯復活，對付幻星神戰士。
第二步計畫更陰險，附身於國防部特務局長白河並命令國防軍隊對付雷零守及星神獸，但是最終在幻星神戰士的努力下被逼出白河體內，本想逃跑但卻被達魯卡阻止，接著就被斯洛卡尼星神消滅。
傳奇戰士｜レジェンダー
達魯卡帝國軍的戰士。
| 傳奇戰士一覽 |
| - 傳奇戰士・瓦魯根 追捕反抗軍米拉等人而來到地球。 以巨大鐮刀為武器，把柄部分可作為砲口發射光束砲。 - 傳奇戰士・黑魔導士 能夠使用幻術及念動力的闇魔術師。 武器為法杖，能作為移動工具。必殺技為法杖釋出的電擊「魔光閃電」。 有著將異星生物收藏於法杖前端的水晶內的嗜好，亦曾一度將神野收藏於水晶中。 - 傳奇戰士・亞美里昂 頭部外型似變色龍。以搶奪正義水晶為目標而行動。 手部刀刃為武器，具有易容的特殊能力。 - 傳奇戰士・阿魯苗魯 全身包覆堅硬的鎧甲，身形健壯，攻擊以近身戰為主。 後經強化改造，右手部分改造為巨大的鉗剪狀武器，並具有發射鉗形光彈的能力。 - 傳奇戰士・德雷克｜レジェンダー・ドレイク ，泉龍太 聲 達魯卡的親信。是唯一不屬於阿多洛斯旗下的傳奇戰士。武器亦有像影麗星神的短刀，亦是殺害邁雅公主的兇手。 |

## 幻星神戰力‧武裝
紅蓮星神 ｜ライザーグレン
- 身高：203cm／體重：108kg／跑速：100m 3.5秒／跳躍力：33m／攻擊力：8.0t／踢擊力：8.5t

伊達翔太著裝後的星神型態．「勇」之戰士。近身戰型。鎧甲設計意象為戰國時代的鎧甲武士。炎屬性。
著裝後，唱名為「紅蓮星神，登場！」。
攻擊技有匯聚火炎能量後使出的重拳「火焰拳」、將火炎能量蓄積於雙腳後，踢出十字軌跡的「十字火焰腿」。
武器為佩戴於腰後的日本刀．「紅蓮劍」，其劍鞘有時也被拿來當作打擊武器使用。
必殺技為紅蓮劍收回劍鞘並充填能量後，使出的斬擊招式－「超級烈焰」以及反手拔刀，外帶迴轉的改良斬擊技「閃光烈焰」。
影麗星神 ｜ライザーカゲリ
- 身高：185cm／體重：85kg／跑速：100m 2秒／跳躍力：42m／攻擊力：4.0t／踢擊力：6.0t

真田由加著裝後的星神型態．「仁」之戰士。速度戰型。鎧甲設計意象為女忍者。風屬性。
著裝後，唱名為「影麗星神，登場！」。依靠其敏捷及速度，總能施展出令敵人眼花撩亂的戰法。
其常用之攻擊技為自體高速旋轉的突擊技「影麗旋風腿」（幻影星神亦有相同招式）。
左手腕上萬能武器「影麗戰鬥器」，兩側利爪伸出的型態為「利爪攻擊臂」，裏頭還收納了數把「影麗短刀」。
必殺技為以利爪攻擊臂型態蓄積風能量後，發射之光束－「幻影死光」。
剛徒星神 ｜ライザーガント
- 身高：208cm／體重：128kg／跑速：100m 5秒／跳躍力：26m／攻擊力：6.0t／踢擊力：10.0t

平賀真也著裝後的星神型態．「智」之戰士。射擊戰型。鎧甲設計意象為山伏。雷屬性。
著裝後，唱名為「剛徒星神，登場！」。
由於平賀本身為五人制足球的守門員的關係，在戰鬥中也曾多次使用頭槌攻擊。此外，剛徒也擅長遠距離狙擊。
武器為特殊射擊型武器，擁有二門槍口的「剛徒萬能槍」。可變化為長距離狙擊用之來福槍型態「剛徒來福槍」。
必殺技為由剛徒萬能槍．Buster模式「霹靂雷電砲」；另外，剛徒來福槍模式的必殺技為「突襲射擊」。
斯洛卡尼星神 ｜ライザーシロガネ
- 身高：210cm／體重：160kg

當三人的意念及力量（幻星之力）合而為一於天堂澪的正義水晶（正義之光）時，來自湛藍之星的勇者便應運而生。
斯洛卡尼為紅蓮星神二段變身後的型態。值得一提的是，原先設定中是由紅蓮、影麗、剛徒三位幻星神共同合體變身。
雖擁有幻星神中最強的威力，然而每次變身都會大量消耗翔太的幻星之力及澪的精神力（劇中會陷入沉睡狀態），使得斯洛卡尼的變身判斷變得格外重要。
武器為「正義神器」，一般為長劍「正義神劍」，必要時也能變為槍型態「正義神槍」，中長程距離則以矛型態「正義神矛」迎戰。
必殺技則為以神劍斬擊對手的「正義天雷火」、神槍模式的砲擊「疾風光束」。
惡魔騎士 ｜デモンナイト
神野司郎（里格爾）透過左手腕鑲嵌著「幻星之石」的手環變身後的型態。變身指令為裝甲變身。
裝甲設計上和較為「日式」的幻星神相比，西洋騎士風格則更為強烈，頭部和胸部的鎧甲也有著西洋龍的元素。
並無專屬大型機體，但能和雷零守及龍斗進行合體（Dive in）。
惡魔騎士單體作戰能力極高，武器為大彎刀「青龍劍」。
必殺技為利用劍刃放出一顆球體的「青龍光球斬」。

## 幻星神裝備‧機械

### 裝備
- 變身器 ｜インローダー

翔太、由加、真也用於變身為幻星神之道具。
具有通訊功能，另也可用於召喚幻星神獸雷零守及星神獸。造型設計為印籠。
變身器上部彈出後，再壓下並收置於胸前，即可完成星神戰鬥服的著裝。
一旦幻星之力消失，戰鬥服也會隨之解除。
- 正義水晶 ｜ジャスティクリスタル

娜倫託付給予天堂家祖先的預言水晶。澪將其作成墜鍊，掛於胸前。
具有幻星之力，能夠生成防護力場抵禦外力攻擊；另外，能夠讓紅蓮變身為斯洛卡尼。
擁有邪惡之心的人無法碰觸。
- 史特拉金屬板 ｜ステラプレート

娜倫用於封印哈迪斯的宇宙金屬板。共有八片。
一旦全部金屬板皆遭到破壞，哈迪斯大帝將會破除封印，進而復活。
雖哈迪斯基地內已有最後一片（哈迪斯上方），但佐拉仍須將其他七片一一摧毀，才有辦法破壞基地內的金屬板。
金屬板於東京各地以獵戶座星體位置排列封存著，並以史特拉石碑陣形成封印結界。
第16話中，幻星神們仍無法及時保住金屬板，讓哈迪斯大帝降臨於現世。
- 星戒 ｜スターリング

由米拉託付於幻神星的傳說騎士．里格爾的戒指。
戒環上鑲嵌了材質同正義水晶的晶石體，具有「幻星之力」，並能和神野的變身手環產生共鳴。
米拉死後由神野持有。而後，輾轉到了麗香手上，其實星戒本身也很希望麗香戴上。
第47話在神野體內被封印的幻星之力釋放後消失了。

### 衛星
- 收納衛星．幽暗之星 ｜格納衛星シェイドスター

雷零守和星神獸的母艦。艦內可對於機體損害進行修復。
由娜倫所建造，其靈魂也寄宿於艦身內，可將正義之力傳送給幻星神們。
後來在與古洛卡尼的最終決戰上飛往地球支援翔太一行人，完結篇被古洛卡尼徹底破壞。

### 星神獸
- 幻星神獸雷零守 ｜幻星獣ライゼロス

身長：53.0m／全幅：18.9m／總重：6500t／最大歩行速度：220km/h／最大飛行速度：3mach／最大出力：2000萬馬力
娜倫將自己的太空船改造而成的機械巨獸。為巨大幻星神的核心怪獸。幻星神三人皆可召喚及駕駛。與古洛卡尼的最終決戰上還出現了三部。
攻擊招式為自口中噴發超越一萬度的極高溫火焰「神獸熱光線」，雙肩發射的高熱電漿飛彈「神獸大砲」，胸前兩具迴轉鋸齒刃「神獸碎裂器」以及低空飛行俯衝的「大地突擊」。
雖為核心機器人的存在，但在1~5話中，幻星神接連登場後，仍以強大的單體作戰能力殲滅著巨獸。
其外型設計藍本為機械哥吉拉和蓋剛。
- 炎凰星神獸 ｜エンオウ

全長：38.5m／全幅：52.0m／全高：6.5m／總重：3.200t／最高飛行速度：5.5mach
由紅蓮星神召喚之鳳凰型星神獸。具有高達5馬赫以上的飛行速度。
可與雷零守合體為幻劍星神。
攻擊招式為由機首放射的新月形光束的「月牙爆裂光束」、背部及雙翼下方的炮口，能夠一秒連射30發的脈衝光束攻擊「鳳凰火焰」。
必殺技為使脈衝電流佈滿雙翼後斬裂敵人的「雙翅裂斬光束」。
- 光龜星神獸 ｜コウキ

全長：32.0m／全幅：40.5m／全高：19.5m／總重：5400t／最高飛行速度：2.8mach
由剛徒星神召喚之龜型星神獸。
全身包覆著堅硬厚實的鎧甲甲殼，部分甲殼展開時可反射敵人的光線攻擊。
可與雷零守合體為幻槍星神。
攻擊招式為兩側機翼發射的光束砲擊「光龜死光」以及3連發的大型飛彈「光龜導彈」。
必殺技為由龜甲部分的砲口，釋放出大量電擊的「光龜雷電擊」。
- 嵐牙星神獸 ｜ランガ

身長：51.5m／全幅：23.5m／全高：22.0m／總重：4200t／速度：2.8mach
由影麗星神召喚之虎型星神獸。
擅長格鬥戰的野獸。和其他星神獸相比，武裝程度遜色不少；不過嵐牙擁有野獸的鬥爭本能，善以其靈活敏捷的技巧及速度戰取勝。
可與雷零守合體為幻影星神。
攻擊招式為撕裂敵人的虎爪「嵐牙烈爪」，必殺技則是以帶有衝擊波的吼叫攻擊敵人的「咆哮衝擊波」。
- 龍斗星神獸 ｜リュウト

全長：61m／全幅：74m／總重：7200t／速度：7mach（大氣圈内）、25mach（宇宙空間）
由斯洛卡尼星神召喚之雙頭龍型星神獸。
是唯一具有駕駛艙設計的星神獸，斯洛卡尼可與其「合體 Dive in」並進行操縱。
可與雷零守合體為幻星神大帝。
攻擊招式為兩座龍頭口中噴發的反重力光線「雙重閃電衝擊光束」。
其外型設計藍本為機械基多拉。

### 巨大幻星神
- 幻劍星神 ｜ケンライザー

身長:51.0m／全幅:28.0m／總重:9.700t／最大歩行速度:270km/h／最大出力:4000萬馬力
第6話初登場。由雷零守和炎凰合體而成的巨大幻星神。3人共同駕駛時，以紅蓮為主要操縱者，剛徒和影麗為輔助。
主要武器為背部配載的兩把勇凰劍「星神劍」。
攻擊招式為纏繞超高熱電漿使出的劈掌「火焰掌刀」、腳部包覆火焰能量的踢擊「星神飛踢」以及匯聚能量後，從雙肩上的紋章噴射的火焰龍捲「星神火焰」。
必殺技為將兩把星神劍合為一體後使出的居合斬擊「百萬熱能斬」、刀身纏繞火焰後使出的十文字斬擊「十字火焰斬」。
- 幻槍星神 ｜ジュウライザー

身長：43.0m／全幅：35.0m／總重：11.900t／最大歩行速度：150km/h／最大出力：5500萬馬力
第8話初登場。由雷零守和光龜合體而成的巨大幻星神。3人共同駕駛時，以剛徒為主要操縱者，紅蓮和影麗為輔助。
主要武器為背上兩門速射光束砲「星神砲」以及頭上的大砲「智玄砲」。
必殺技為火力全開，一舉砲擊敵人的「雷霆狂轟」。
- 幻影星神 ｜ニンライザー

身長：50m／全幅：28m／總重：11,700t／最大步行速度：350km/h／最大出力：3500萬馬力
第16話初登場。由雷零守和嵐牙合體而成的巨大幻星神。3人共同駕駛時，以影麗為主要操縱者，紅蓮和剛徒為輔助。
相當擅長於高速戰鬥，以其超高速移動、攻擊方式讓敵人吃足苦頭。
主要武器為裝載於雙臂上，帶有電漿能量的爪牙「星神爪」
攻擊招式則有從口中發出的脈衝空氣波攻擊「咆哮衝擊波」，另有同影麗旋風腿，自上空往敵人突擊的「高速旋風腿」。
必殺技為先由雙肩生成強力龍捲風困住敵人，再以星神爪將其斬裂的「旋風死光爪」。
- 幻星神大帝｜ジャスティカイザー

身長:56m／全幅:35m／總重:13,700t／速度:光速的50%（大氣層内）、光速的5倍（宇宙空間）／最大出力：無限大
第33話初登場。由雷零守和龍斗合體而成的巨大幻星神。由斯洛卡尼獨自駕駛，是力量最強的巨大幻星神，故有「究極幻星神」之稱。
攻擊招式有從頭頂兩側的雙角發出的光線攻擊「閃光角」、另有從雙肩的噴射口發出射擊的「爆烈射擊」與從尾巴攻擊的「神龍甩尾」。
必殺技為蓄積正義之力後由胸甲釋放的彩虹光束「正義新星光束」。

## 敵方裝備‧巨大戰力
- 戰鬥士兵沙克｜戦闘兵士ザコール

哈迪斯軍團、達魯卡帝國軍的一般戰鬥員。具有相當於普通人10倍的身體素質與戰鬥能力。
主色為黑色，但頭盔與部分鎧甲色會因召喚者不同有所區別；如佐拉博士召喚為金色、巴卡斯將軍召喚為銀色，達魯卡帝國軍的則是紅色。
武器為「沙克棍」，其棍棒接觸到敵人時會釋放電流，棍頭部分可發射光彈。
此外，沙克的雙眼具有將現場即時影像傳送回基地的能力。
- 哈迪斯艦｜ハデス艦
- 戰鬥要塞行星德古洛斯｜戦闘要塞惑星ディグロス
- 宇宙巨獸｜宇宙巨獣

主要由機動騎士（包含殲滅指揮官與傳奇戰士）負責操縱的巨獸。來自破壞獸膠囊。
可經由機械化改造成「機械巨獸」。
- 機動巨獸｜サイバービースト

機動騎士巨大化型態。

## 製作團隊
- 導演：石井てるよし、鹿島勤、米田興弘、池田敏春、大津是、村石宏實、鈴木健二、近藤孔明、本多幹祐
- 特攝導演：川北紘一
- 角色設計：西川伸司、荻原直樹
- 音樂指導：高梨康治
- 動作導演：松井哲也
- 攝影協力：大澤榮一、佐野哲郎、北信康、菊池亘、栢野直樹、關口芳則、笠告誠一郎
- 道具製作：Hiruma-Modelcraft

## 音樂

### 主題曲
- OP「幻星神ジャスティライザー」(1番/〜28話、2番/29話〜）

歌：中島滿雄 / 詞曲：小島健二 （Dual Dream） / 編曲：清水武仁
- ED「Sky」（發行-avex trax）（1話〜13話）

歌：SweetS / 作詞：rom△ntic high / 作曲．編曲：monk  / 和聲：Yas Kitajima
- ED「列島パーティ騎士（ナイト）」（發行-PONY CANYON／FLIGHT MASTER）（14話〜25話）

歌．詞曲．編曲：HAV 
- ED「コトバにできない想い」（發行-DREAMUSIC,Inc.）（26話〜50話）

歌：Water / 作詞：MIZUE（E☆M） / 作曲：安藤友洋 / 編曲：近藤宜臣

### 插入曲
- 「3つのチカラ」(38話使用）

歌．詞曲：小島健二（Dual Dream） / 編曲：清水武仁
- 「ジャスティパワー 〜正義の剣〜」（紅蓮星神專用曲）

歌．詞曲：中島滿雄

## 播放列表
- 以下時間以當地時間（日本時間）為準。

| 播放日期   | 話數 | 原文／中文標題                               | 登場怪人．巨獸 | 腳本     | 監督     |
| 第一部     |      |                                              | |          |          |
| 2004/10/02 | 01   | （現身！幻星神獸雷零守）                     | - サイバーナイト・ザウラス（機動騎士・薩拉斯，斧篤志 聲） - 宇宙巨獣デフロッグ（宇宙巨獸德夫洛古）                                                                          | 稻葉一廣 | 石井照吉 |
| 2004/10/09 | 02   | （紅蓮星神，登場）                           | - サイバーナイト・ザウラス（機動騎士・薩拉斯，斧篤志 聲） - 宇宙巨獣デフロッグ（宇宙巨獸德夫洛古）                                                                          | 稻葉一廣 | 石井照吉 |
| 2004/10/16 | 03   | （第二名戰士，影麗登場）                     | - サイバーナイト・モルギレス（機動騎士・摩爾吉斯，馬克‧大喜多 聲） | 上代務   | 鹿島勤   |
| 2004/10/23 | 04   | （是敵是友!?第三名男子）                     | - サイバーナイト・モルギレス（機動騎士・摩爾吉斯，馬克‧大喜多 聲） | 上代務   | 鹿島勤   |
| 2004/10/30 | 05   | 三人の勇者 （三名勇者）                      | - ドクターゾラ（佐拉博士） | 上代務   | 石井照吉 |
| 2004/11/06 | 06   | （登場！幻劍星神）                           | - サイバーナイト・ギルドロス（機動騎士・基魯多洛斯） → サイバーナイト・ギルドロス（機動巨獸・基魯多洛斯）                                                                   | 上代務   | 石井照吉 |
| 2004/11/13 | 07   | （危機！哈迪斯復活計畫）                     | - サイバーナイト・アーマーガンナー（機動騎士・盔甲槍砲手，若林正 聲） → サイバーナイト・アーマーガンナー（機動巨獸・盔甲槍砲手）                                            | 稻葉一廣 | 鹿島勤   |
| 2004/11/20 | 08   | 出撃!幻星神ジュウライザー （出擊！幻槍星神） | - サイバーナイト・アーマーガンナー（機動騎士・盔甲槍砲手，若林正 聲） → サイバーナイト・アーマーガンナー（機動巨獸・盔甲槍砲手）                                            | 稻葉一廣 | 鹿島勤   |
| 2004/11/27 | 09   | オリオン座の秘密 （獵戶座的秘密）            | - サイバーナイト・ライノスレイブ（機動騎士・犀牛奴隸） | 河田秀二 | 米田興弘 |
| 2004/12/04 | 10   | 貫け!信じあう心 （絕不懷疑！信任彼此的心）   | - サイバーナイト・ライノスレイブ（機動騎士・犀牛奴隸） - 宇宙巨獣トロイドン（宇宙巨獸托洛伊頓）                                                                             | 河田秀二 | 米田興弘 |
| 2004/12/11 | 11   | （由加的逼命危機）                           | - サイバーナイト・ゼッカード（機動騎士・積卡多，加藤雅也 聲） - 宇宙巨獣バグリアン（宇宙巨獸巴古利安）                                                                      | 河田秀二 | 池田敏春 |
| 2004/12/18 | 12   | （兩大怪獸的襲擊）                           | - サイバーナイト・ガーディアス（機動騎士・加迪阿斯，高口公介 聲） - 宇宙巨獣バグリアン（宇宙巨獸巴古利安） - 宇宙巨獣デッドラー（宇宙巨獸德多拉）                           | 河田秀二 | 池田敏春 |
| 2004/12/25 | 13   | （源太郎千鈞一髮）                           | - サイバーナイト・ラジメウス（機動騎士・拉基美奧斯，松尾末雄 聲） - 宇宙巨獣ギルモネ（宇宙巨獸吉魯摩尼）                                                                    | 天澤彰   | 石井照吉 |
| 2005/01/08 | 14   | （秘計！欺敵之策）                           | - サイバーナイト・ラジメウス（機動騎士・拉基美奧斯） - サイバーナイト・ガンデロン（機動騎士・根特龍，尾形雅宏 聲） - ドクターゾラ ．第二形態（佐拉博士第二型態）            | 天澤彰   | 石井照吉 |
| 2005/01/15 | 15   | （驚人的幻星之力）                           | - ドクターゾラ ．第二形態（佐拉博士第二型態） | 上代務   | 鹿島勤   |
| 2005/01/22 | 16   | （怒吼吧！幻影星神）                         | - ドクターゾラ ．第二形態（佐拉博士第二型態） → 巨大ゾラ（巨大佐拉） | 上代務   | 鹿島勤   |
| 第二部     |      |                                              | |          |          |
| 2005/01/29 | 17   | （殲滅指揮官來襲）                           | - デストコマンド・ギルモンド（殲滅指揮官・基魯蒙多，桐井大介 聲） | 稻葉一廣 | 石井照吉 |
| 2005/02/05 | 18   | （燃燒吧，必殺劍）                           | - デストコマンド・ギルモンド（殲滅指揮官・基魯蒙多，桐井大介 聲） | 稻葉一廣 | 石井照吉 |
| 2005/02/12 | 19   | （逃離！求生的力量）                         | - デストコマンド・デスタラン（殲滅指揮官・迪斯他藍，若林正 聲） - デストボーグ・レオガイアス（宇宙殲滅獸・里奧蓋阿斯）                                                      | 上代務   | 鹿島勤   |
| 2005/02/19 | 20   | （追憶，該守護的事物）                       | - デストコマンド・デスタラン（殲滅指揮官・迪斯他藍） - ゼネラル・バッカス（巴卡斯將軍）                                                                                     | 上代務   | 鹿島勤   |
| 2005/02/26 | 21   | （黑暗之惡魔騎士）                           | - デストコマンド・デモンナイト（殲滅指揮官・惡魔騎士） | 河田秀二 | 米田興弘 |
| 2005/03/05 | 22   | （激戰！站起來，真也）                       | - 宇宙巨獣キングゼロ（宇宙巨獸帝王謝魯） - デストコマンド・デモンナイト（殲滅指揮官・惡魔騎士）                                                                             | 河田秀二 | 米田興弘 |
| 2005/03/12 | 23   | （大家的心，由加的心）                       | - デストコマンド・バスキ（殲滅指揮官・巴斯基，枝村綠 聲） - デストコマンド・デモンナイト（殲滅指揮官・惡魔騎士）                                                            | 天澤彰   | 大津是   |
| 2005/03/19 | 24   | （雷零守破壞計畫）                           | - デストボーグ・ブルガリオ（宇宙殲滅獸・布卡里奧） - デストコマンド・デモンナイト（殲滅指揮官・惡魔騎士）                                                                   | 天澤彰   | 大津是   |
| 2005/03/26 | 25   | （傳說中的勇者）                             | - デストコマンド・ツインズナイト（殲滅指揮官・雙子騎士） →兄：千葉進步／弟：堀川仁 聲                                                                                       | 浦澤義雄 | 鹿島勤   |
| 2005/04/02 | 26   | （再度召喚湛藍之星的勇者）                   | - ゼネラル・バッカス（巴卡斯將軍） | 浦澤義雄 | 鹿島勤   |
| 2005/04/09 | 27   | （勇者斯洛卡尼星神）                         | - デストコマンド・ダンハウザー（殲滅指揮官・丹豪沙，若林正 聲） | 真島浩一 | 池田敏春 |
| 2005/04/16 | 28   | （三大巨獸對幻星神）                         | - 宇宙巨獣デボラス（宇宙巨獸德波拉斯） - 亡霊巨獣デッドラー（亡靈巨獸德多拉） - 亡霊巨獣ギルモネ（亡靈巨獸吉魯摩尼） - デストコマンド・デモンナイト（殲滅指揮官・惡魔騎士） | 真島浩一 | 池田敏春 |
| 2005/04/23 | 29   | （決戰星神島）                               | - 宇宙巨獣スカラベレス（宇宙巨獸斯卡拉貝里斯） | 河田秀二 | 石井照吉 |
| 2005/04/30 | 30   | （巴卡斯VS惡魔騎士）                         | - ゼネラル・バッカス（巴卡斯將軍） - デストコマンド・デモンナイト（殲滅指揮官・惡魔騎士）                                                                                   | 河田秀二 | 石井照吉 |
| 2005/05/07 | 31   | （戰慄的地球毀滅計畫）                       | - 宇宙巨獣グラスター（宇宙巨獸古拉斯他） - デストコマンド・デモンナイト（殲滅指揮官・惡魔騎士）                                                                             | 稻葉一廣 | 鹿島勤   |
| 2005/05/14 | 32   | （激烈衝突 勇者VS戰士）                      | - デストコマンド・デモンナイト（殲滅指揮官・惡魔騎士） - カイザーハデス（哈迪斯大帝）                                                                                       | 稻葉一廣 | 鹿島勤   |
| 2005/05/21 | 33   | （究極幻星神駕臨）                           | - カイザーハデス（哈迪斯大帝） →巨大カイザーハデス（巨大哈迪斯大帝） | 稻葉一廣 | 鹿島勤   |
| 第三部     |      |                                              | |          |          |
| 2005/05/28 | 34   | （全新戰鬥的序曲）                           | - レジェンダー・ヴァルガン（傳奇戰士．瓦魯根，松尾まつお 聲） - コマンダー・アドロクス（司令官．阿多洛斯） - デモンナイト（惡魔騎士）                                       | 上代務   | 村石宏實 |
| 2005/06/04 | 35   | （覺醒 傳說中的騎士）                        | - レジェンダー・ヴァルガン（傳奇戰士．瓦魯根，松尾まつお 聲） - コマンダー・アドロクス（司令官．阿多洛斯） - デモンナイト（惡魔騎士）                                       | 天澤彰   | 米田興弘 |
| 2005/06/11 | 36   | （魔神達魯卡登場）                           | - レジェンダー・ガーゴイド（傳奇戰士．黑魔導士，松井哲也 聲） - 黒暗巨獣バハドーグ（黑暗巨獸巴哈德古） - コマンダー・アドロクス（司令官．阿多洛斯）                         | 天澤彰   | 米田興弘 |
| 2005/06/18 | 37   | （落入敵人之手的惡魔騎士）                   | - レジェンダー・ガーゴイド（傳奇戰士．黑魔導士） | 天澤彰   | 米田興弘 |
| 2005/06/25 | 38   | （幻神星的悲劇）                             | - レジェンダー・ギャメリオン（傳奇戰士．亞美里昂，富田晃介 聲）宇宙巨獣レオガイアスII（宇宙巨獸．里奧蓋阿斯II）                                                             | 真島浩一 | 石井照吉 |
| 2005/07/02 | 39   | （全新的勇者）                               | - レジェンダー・ギャメリオン（傳奇戰士．亞美里昂） | 真島浩一 | 石井照吉 |
| 2005/07/09 | 40   | （少年與小澪的逃亡）                         | - レジェンダー・アルミュール（傳奇戰士．阿魯苗魯，若林正 聲） | 河田秀二 | 鈴木健二 |
| 2005/07/16 | 41   | （打敗魔獸扎里勤）                           | - レジェンダー・アルミュール（強化体）（傳奇戰士．阿魯苗魯強化體） - 合成魔獣ザリガン（合成魔獸扎里勤）                                                                     | 河田秀二 | 鈴木健二 |
| 2005/07/23 | 42   | （與三大幹部的對決）                         | - コマンダー・アドロクス（司令官．阿多洛斯） - 再生ドクターゾラ（再生佐拉博士） - 再生ゼネラル・バッカス（再生巴卡斯將軍）                                                  | 上代務   | 米田興弘 |
| 2005/07/30 | 43   | （最棒的英雄）                               | - コマンダー・アドロクス（司令官．阿多洛斯） - 再生ドクターゾラ（再生佐拉博士） - 再生ゼネラル・バッカス（再生巴卡斯將軍）                                                  | 上代務   | 米田興弘 |
| 2005/08/06 | 44   | （幻星神攻擊命令）                           | - 宇宙巨獣エグゼリオン（宇宙巨獸艾格傑里恩） - コマンダー・アドロクス（司令官．阿多洛斯）                                                                                   | 真島浩一 | 近藤孔明 |
| 2005/08/13 | 45   | （阿多洛斯的最終作戰）                       | - コマンダー・アドロクス（司令官．阿多洛斯） | 真島浩一 | 本多幹祐 |
| 2005/08/20 | 46   | （未知的力量）                               | - レジェンダー・ドレイク（傳奇戰士．德雷克） - 魔神ダルガ（魔神達魯卡） | 上代務   | 池田敏春 |
| 2005/08/27 | 47   | （最強的魔神登場）                           | - レジェンダー・ドレイク（傳奇戰士．德雷克） - メカ怪獣メガリオン（機械巨獸．美卡里昂） - 魔神ダルガ（魔神達魯卡） →黒暗魔神クロガネ（黑暗魔神古洛卡尼）                    | 上代務   | 池田敏春 |
| 2005/09/03 | 48   | （潛入達魯卡基地）                           | - レジェンダー・ドレイク（傳奇戰士．德雷克） - 黒暗魔神クロガネ（黑暗魔神古洛卡尼）                                                                                         | 稻田一廣 | 鹿島勤   |
| 2005/09/10 | 49   | （甦醒吧 幻星神）                            | - メカ巨獣メガリオン（機械巨獸．美卡里昂） - 黒暗魔神クロガネ（黑暗魔神古洛卡尼）                                                                                           | 稻田一廣 | 鹿島勤   |
| 2005/09/17 | 50   | （地球總攻擊開始）                           | - 黒暗魔神クロガネ（黑暗魔神古洛卡尼） - メカ巨獣ブルガリオ軍団（機械巨獸．布卡里奧軍團）                                                                                   | 稻田一廣 | 石井照吉 |
| 2005/09/24 | 51   | （建造明日的夢）                             | - 黒暗魔神クロガネ（黑暗魔神古洛卡尼） →巨大クロガネ（巨大古洛卡尼） | 稻田一廣 | 石井照吉 |

## 外部連結
1. ↑  唯獨幻神星除外，因為幻神星是被哈迪斯毀滅